# Parque nacional Munţii Măcinului
El Parque nacional Munţii Măcinului (en rumano: Parcul Naţional Munţii Măcinului) es un área protegida (parque nacional de IUCN Categoría II) en la parte centrooriental de Rumania, específicamente en el distrito de Tulcea, en la región histórica de Dobrogea. Ocupa una superficie estimada en 11.321 hectáreas y fue declarado parque nacional en el año 2000. La localidad más cercana es la ciudad de Tulcea.